# Стенлі (водоспад)
Водоспа́д Сте́нлі або водоспади Бойома (фр. Chutes Stanley, Chutes Boyoma; англ. Stanley Falls, Boyoma Falls) — водоспад в Центральній Африці, на річці Луалабі, в Демократичній Республіці Конго.

## Географія
Водоспад Бойома (стара назва водоспад Стенлі) являє собою серію із семи водоспадів (порогів). Він розташований в центральній частині Демократичної Республіки Конго, у нижній течії річки Луалаби, в центральній частині провінції Чопо, між містами Убунду та Кісангані. Нижче водоспаду річка Луалаба носить назву Конго.
Загальна висота водоспаду становить 60 м, ширина — 1 372 м, довжина до 100 км. Він, в середньому, щосекунди пропускає 16 990 м³ води, а в період повеней, витрата води може доходити до 51 933 м³/с. За цим показником, водоспад Стенлі займає третє місце у світі. Названий на честь першовідкривача, відомого британського журналіста та визначного мандрівника і дослідника Африки Генрі Мортона Стенлі.

## Галерея

Риболовля на водоспаді
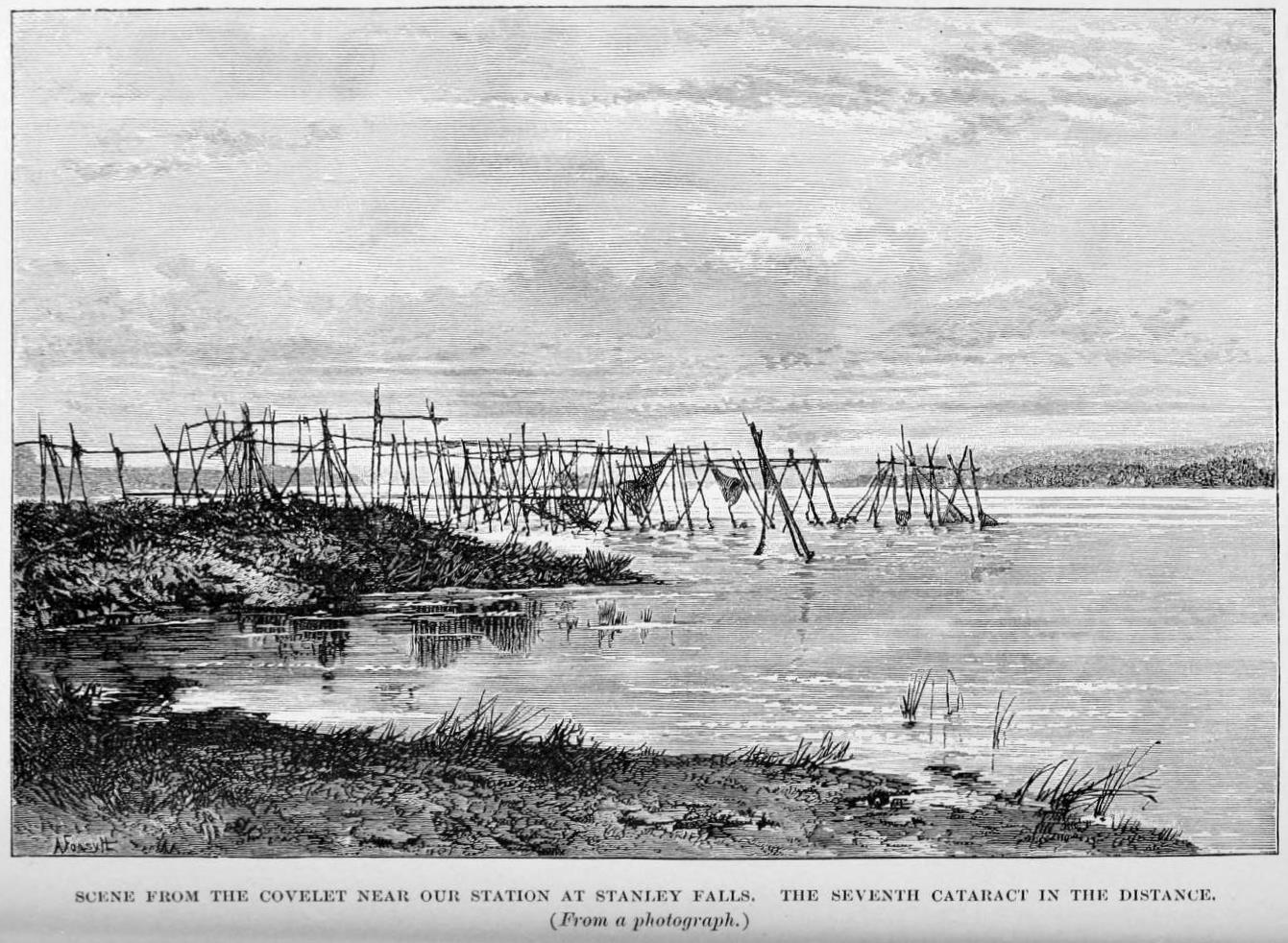
border
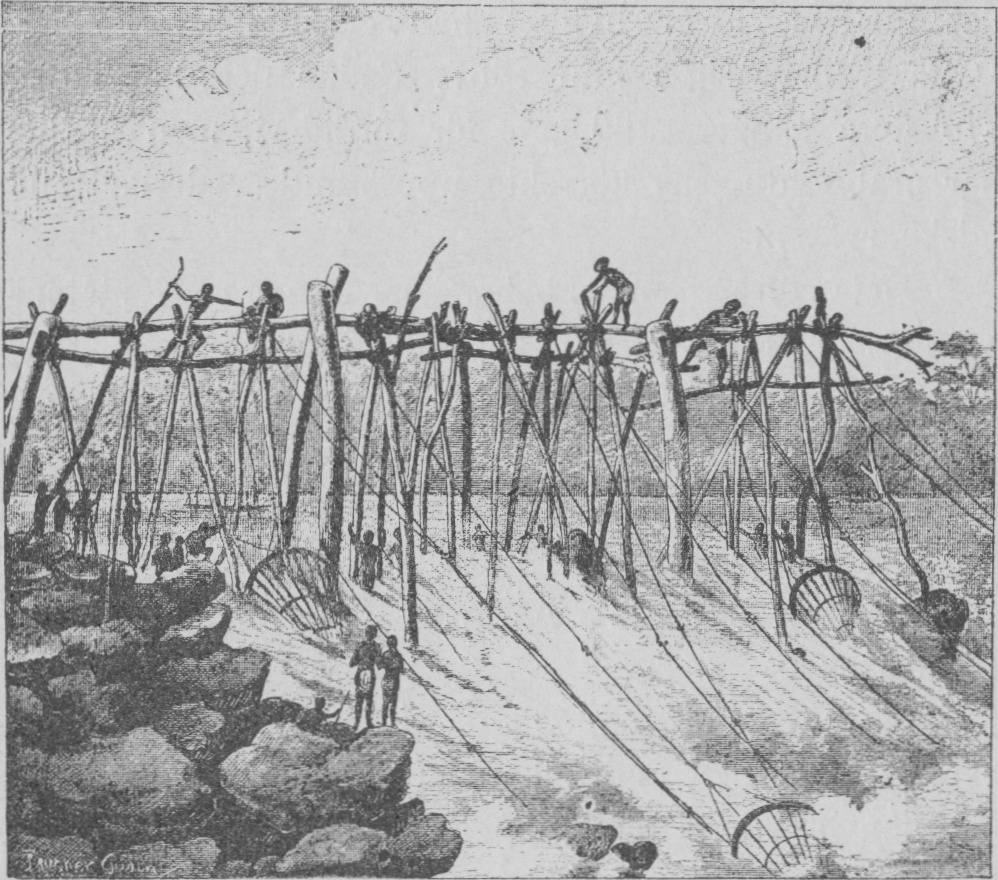
border
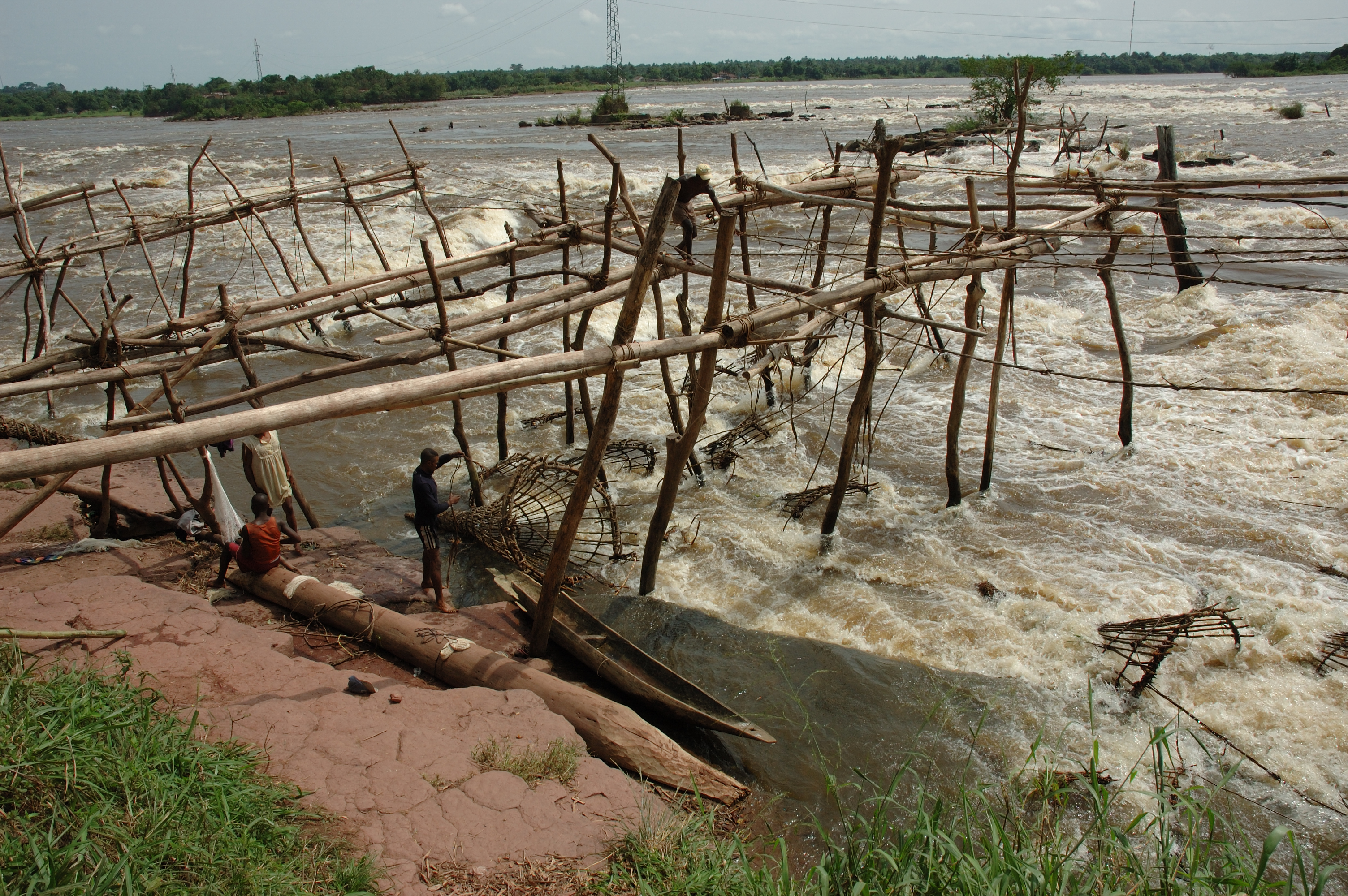
border
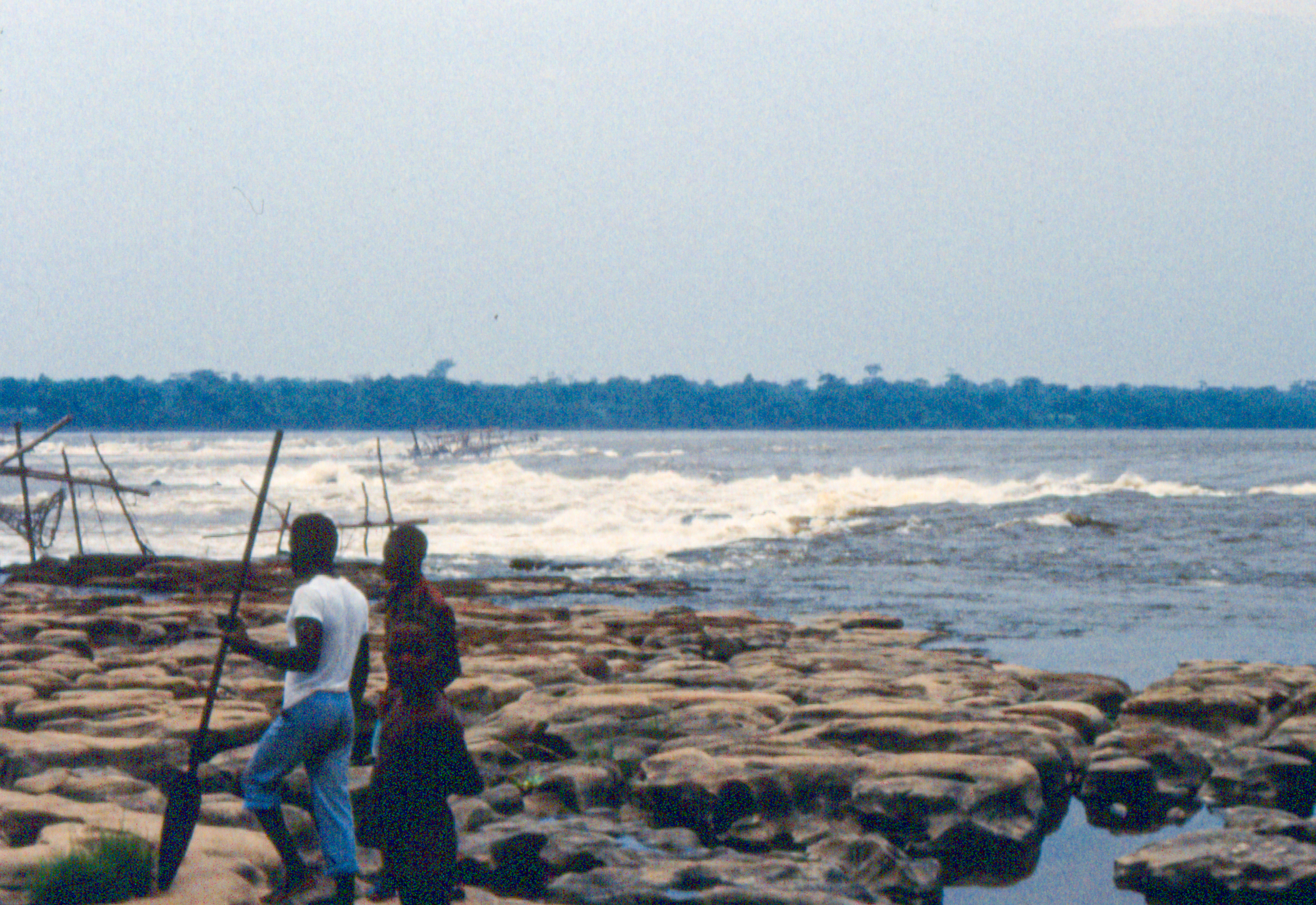
border
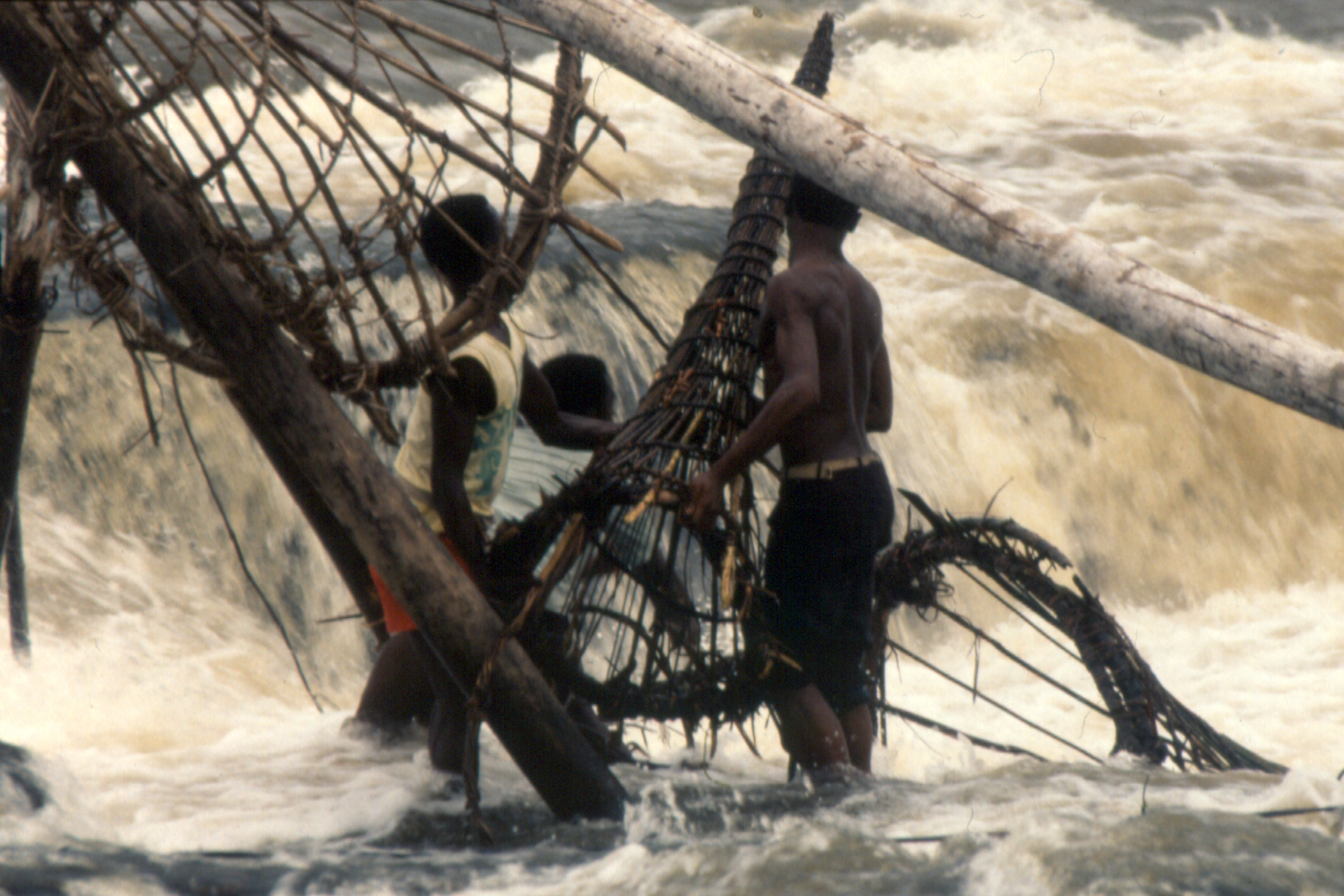
border